# Дискография продюсирования Ronny J
В данном списке представлены песни, которые были спродюсированы американским продюсером и рэпером Ronny J.

## 2013

### Metro Zu -Z Unit
- 08. "Bakwood"

### Denzel Curry–Nostalgic 64
- 02. "Zone 3" (спродюсирован вместе с MarkMC9 и POSHstronaut)[1]
- 05. "Threatz" (при участии Yung Simmie и Robb Banks)
- 06. "Mystical Virus, Pt. 3: The Scream" (при участии Lil Ugly Mane и Mike G) (спродюсирован совместно с POSHstronaut и Bodega Creative Co.)

### Raider Klan –Tales From the Underground
- 06. "Ride Wit Me" (при участии Yung Simmie и Nell)[2]

## 2014

### Mike Zombie
- "They Know" (Вместе с Kur)[3]

### Pouya
- "Copy Cat"[4]

## 2015

### Denzel Curry–32 Zel/Planet Shrooms
- 03. "Envy Me"[5]
- 04. "Ultimate"

### Ronny J
- "Vigorous" (при участии Denzel Curry и Keith Ape)

## 2016

### Denzel Curry
- "SpaceGhostPussy" (при участии Lofty305, Ski Mask the Slump God и XXXTentacion)
- "Purrposely" (при участии XXXTentacion)

### Denzel Curry–Imperial
- 01. "ULT" (спродюсирован вместе с Nick Leon и FNZ)[6]
- 02. "Gook" (спродюсирован совместно с FNZ и Lino Martinez)
- 03. "Sick & Tired" (спродюсирован вместе с FNZ)
- 04. "Knotty Head" (при участии Rick Ross) (спродюсирован совместно с FNZ)
- 07. "Pure Enough" (спродюсирован вместе с FNZ)
- 08. "Zenith" (при участии Joey Badass) (спродюсирован совместно с Freebase и FNZ)
- 09. "This Life" (спродюсирован вместе с FNZ)

### Ronny J
- "IN THE FLESH"
- "Emoji" (при участии XXXTentacion)[7]

### Ski Mask The Slump God
- "NEWWORLDORDER" (при участии Lil Tracy и Lil Peep) (спродюсирован совместно с Slight)[8]

### Ski Mask The Slump God-Drown In Designer &YouWillRegret(Reloaded)
- "Take A Step Back" (при участии XXXTENTACION)
- "Dr. Eggman" (при участии Keith Ape)

### XXXTENTACION
- "#ImSippinTeaInYoHood"

### Yoshi Thompkins
- "HIT THE DIRT" (при участии XXXTentacion)[9]

## 2017

### Bhad Bhabie–15
- 11. "Hi Bich"[10]

### Bhad Bhabie
- "Whachu Know"

### Denzel Curry–13
- 03. "Equalizer" (при участии Ronny J)[11]

### Lil Pump
- "Movin" (при участии Smokepurpp)

### Lil Pump–Lil Pump
- 03. "Smoke My Dope" (при участии Smokepurpp)
- 11. "Molly" (спродюсирован совместно с Bighead)
- 14. "Flex Like Ouu" (спродюсирован вместе с Frank Dukes & Danny Wolf)

### PnB Rock-Catch These Vibes
- 11. "3X" (при участии Smokepurpp)[12]

### Smokepurpp
- "Geek A Lot"

### Smokepurpp–Deadstar
- 01. "I Don't Know You" (при участии Chief Keef & Yo Gotti)
- 02. "Drop"
- 03. "Audi."
- 04. "OK" (при участии Lil Pump)
- 06. "No Safety"
- 08. "Fingers Blue" (при участии Трэвиса Скотта)
- 09. "Nose"
- 16. "Phantom"

### XXXTENTACION–A Ghetto Christmas Carol
- 01. "A Ghetto Christmas Carol" (спродюсирован совместно с Cubeatz)[13]
- 02. "hate will never win" (спродюсирован вместе с J Dilla)[14]
- 03. "Up Like an Insomniac Freestyle" (спродюсирован совместно с XXXTentacion)[15]
- 04. "Red Light!"[16]

XXXTENTACION
- "#PROUDCATOWNER #IHATERAPPERS #IEATPUSSY"

## 2018

### CA$HPASSION
- "Feel"[17]

### Comethazine-BAW$KEE
- 07. "Let It Eat" (при участии Ugly God)
- 09. "Bring Dat Bag Out" (при участии Lil Yachty)

### Denzel Curry–TA13OO
- 06. "SWITCH IT UP | ZW1TCH 1T UP" (спродюсирован вместе с Illmind)[18]
- 13. "BLACK METAL TERRORIST | 13 M T" (спродюсирован совместно с FNZ, Taz Taylor и M-Sol)

### Эминем–Kamikaze
- 01. "The Ringer" (спродюсирован вместе с Illa da Producer и Эминемом)[19]
- 08. "Not Alike" (при участии Royce da 5'9") (спродюсирован совместно с Tay Keith и Cubeatz)

### Famous Dex
- "Ronny J On The Beat"
- "Up" (при участии Ski Mask the Slump God & Reggie Mills)

### Famous Dex-Dex Meets Dexter
- 08. "HEMI"[20]

### Iggy Azalea–Survive the Summer
- 03. "Kream" (при участии Tyga) (спродюсирован вместе с GT и Wallis Lane)

### JASIAH
- "Shenanigans" (при участии Yung Bans)[21]

### Kid Buu-Blind for Love
- 02. "On Me"[22]

### KYLE
- "SUPERDUPERKYLE" (при участии MadeinTYO)[23]

### leavemealone
- "Face"[24]
- "No Smoke"[25]

### Lil Pump–Harverd Dropout
- 03. "I Love It" (совместно с Канье Уэст) (спродюсирован совместно с Канье Уэстом, DJ Clark Kent и CBMix

### LottoMoney
- "Fee Fi Fo Fum" (при участии 12svnteen и Tankhead)[26]

### Machine Gun Kelly–Binge
- 04. "Rap Devil" (спродюсирован вместе с Nils)
- 06. "Lately" (спродюсирован совместно с Nils и SlimXX)

### MadeinTYO-Sincerely, Tokyo
- 05. "Outstanding" (спродюсирован вместе с Wallis Lane)

### Ronny J
- "Doesn't Matter"
- "WOTR"
- "CHOKER"
- "Loui'd Down" (при участии Ski Mask the Slump God)
- "BUTTERFLIES"

### Ronny J-OMGRONNY
- 01. "Thriller (Forever)" (при участии Ski Mask the Slump God)
- 02. "One Time" (при участии Smokepurpp)
- 03. "824"
- 04. "Glacier" (при участии Denzel Curry)
- 05. "Costa Rica" (при участии Ski Mask the Slump God) (спродюсирован совместно с Cubeatz)
- 06. "Fiji Island" (при участии Fat Nick)
- 07. "Snakes" (при участии Wifisfuneral)
- 08. "OHSHI"
- 09. "Trauma" (при участии Nell и Danny Towers)
- 10. "Houston" (при участии Denzel Curry)
- 11. "Banded Up" (при участии XXXTentacion)

### Ski Mask the Slump God-Stokeley
- 04. "LA LA"

### Smokepurpp
- "Big Bucks"[27]

### Ufo361
- "Power" (при участии Capital Bra) (спродюсирован вместе с Sonus030)
- "Kein Fugazi"

### Uno The Activist
- "Ronny J Please Turn Me Up"

### Wifisfuneral-Ethernet
- 03. "Genesis" (спродюсирован совместно с Cubeatz)[28]

### XXXTENTACION
- "Shining Like the Northstar"

### Yoshi Thompkins
- "The Punisher"[29]

### Zoey Dollaz –Who Don't Like Dollaz 2
- 03. "Moonwalk" (при участии Moneybagg Yo) (спродюсирован вместе с Cubeatz)[30]

### 10k.Caash
- "FUN"[31]

### 458 KEEZ
- "Batmobile" (при участии Ski Mask the Slump God & Wifisfuneral)[32]

### 6ix9ine-Dummy Boy
- 07. “Bebe” (при участии Anuel AA)

### Scarlxrd-Dxxm
- 14. "Nx ice"

## 2019

### Denzel Curry -ZUU
- 12. "P.A.T." (при участии PlayThatBoiZay) (спродюсирован совместно с FNZ)[33]

### DJ Scheme - Preseason EP
- 02. How You Feel? (Freestyle) [спродюсирован вместе с DJ Scheme][34]

### Higher Brothers-Five Stars
- 04. "One Punch Man" (при участии Ski Mask the Slump God и Denzel Curry)[35]

### leavemealone
- "HOP"[36]

### Lil Yachty
- "GO KRAZY, GO STUPID FREESTYLE" (спродюсирован совместно с Heavy Mellow)[37]

### Machine Gun Kelly -Hotel Diablo
- 02. "El Diablo" (спродюсирован вместе с Nils)[38]

### Ronny J
- "Star"[39]
- "PHILIPP PLEIN (Freestyle)"[40]
- "INMYTHOUGHTS"[41]
- "CHANEL FREESTYLE :)"[42]
- "Gucci Lips"[43]
- "Lights Out" (при участии Ty Dolla Sign & Rich The Kid)[44]
- "Stack It Up" (при участии Lil Pump)[45]

### Ski Mask The Slump God
- Carbonated Water

### XXXTENTACION -Bad Vibes Forever
- 17. Eat It Up[46]

### Smokepurpp-Deadstar 2
- 17. Audi II (спродюсирован совместно с TupunMusic и RicoOntheKeys)

## 2020

### Juice WRLD-Legends Never Die
- 02. Conversations (спродюсирован совместно с Nils и DJ Scheme)

### Smokepurpp -Florida Jit
- 01. Pop Shit
- 03. One Play
- 05. Hangin Out The Roof
- 06. Outside
- 07. It's Whatever
- 08. 1ST & 3RD
- 10. Hop Out (при участии Young Nudy)
- 11. I'm Him (при участии Дензела Карри)
- 12. Fishscale
- 13. Florida Jit

### Bad Bunny-Las que no iban a salir
- 01. Si Ella Sale

### Token
- Curfew[47]

### 10K.Caash -Planet Swajjur
- 02. Flip Flop[48]
- 07. Hop Out[49]

### Machine Gun Kelly
- Bullets with Names (при участии Янг Тага, Rjmrla и Lil Duke)[50]

### Уиз Халифа- The Saga of Wiz Khalifa
- 05. Contact (при участии Tyga)[51]

## 2021

### Родди Рич-Live Life Fast
- 03. «All Good» (совместно с Фьючером)

### Lil Pump
- «Racks To The Ceiling» (при участии Tory Lanez и Ronny J)

### Ski Mask the Slump God -Sin City The Mixtape[52]
- 01. «Intro»
- 03. «Admit It» (спродюсирован совместно с TwoFive)
- 04. «The Matrix»